# گویدیزولو
گویدیزولو (به ایتالیایی: Guidizzolo) یک کومونه در ایتالیا است که در استان منتووا واقع شده‌است.

## خصوصیات
گویدیزولو ۲۲٫۵ کیلومترمربع مساحت و ۶٬۱۸۵ نفر جمعیت دارد و ۴۶ متر بالاتر از سطح دریا واقع شده‌است.